# Desechable (álbum)
Desechable es el primer álbum de estudio de la cantante chilenomexicana Mon Laferte usando ese nombre y el segundo de su carrera. Está compuesto principalmente por canciones pop rock románticas. El lanzamiento fue a fines de julio de 2011, bajo el sello Warner Chappell. La producción se realizó en México y contó con el apoyo de compositores latinos como Michelle Álvarez, César Ceja y Ángela Dávalos.

## Antecedentes
El disco fue producido en México, inicialmente bajo la editora y productora Warner Chappell, Mon habla de su impresionante cambio de look y de estilo musical, ya que su paso por el programa de talentos Rojo fama contrafama solo cantaba baladas, pero en este disco tiene un estilo propio (pop rock). Además tuvo un cambio radical, porque abandonó su nombre Monserrat Bustamante por Mon Laferte, su nuevo nombre artístico y cuando volvió a Chile a promocionar su nuevo disco, muchos no la identificaron, pero tiempo después, cuando fue invitada a los programas de televisión la reconocieron y honraron su nuevo trabajo musical.
Fue grabado por «KB» (Víctor Velázquez) a fines del año 2010 en Testa Estudio, ubicado en León, Guanajuato. El productor del álbum fue César Ceja.

## Portada
La portada del álbum muestra a la artista vestida con un vestido negro y zapatos rojos dentro de una bañera llena de basura.

## Lista de canciones
| Desechable |                                     |                                                           |          |  |
| N.º        | Título                              | Escritor(es)                                              | Duración |  |
| 1.         | «Soy»                               | Mon Laferte, César Ceja                                   | 03:28    |  |
| 2.         | «Un solo hombre no puedo tener»     | Mon Laferte, César Ceja                                   | 03:09    |  |
| 3.         | «Depresión»                         | Mon Laferte, César Ceja                                   | 03:58    |  |
| 4.         | «Culpable (con Solange Bustamante)» | Mon Laferte, César Ceja                                   | 02:49    |  |
| 5.         | «Te vas»                            | Mon Laferte, César Ceja                                   | 04:15    |  |
| 6.         | «No»                                | Mon Laferte, César Ceja                                   | 03:16    |  |
| 7.         | «Desechable»                        | Mon Laferte, César Ceja, Michelle Álvarez, Ángela Dávalos | 03:48    |  |
| 8.         | «Tóxico»                            | Mon Laferte, César Ceja                                   | 03:25    |  |
| 9.         | «Te quiero»                         | Mon Laferte, César Ceja                                   | 03:39    |  |
| 10.        | «Él»                                | Mon Laferte                                               | 03:21    |  |

## Promoción
Mon comienza a promocionar su nuevo disco con el sencillo «Desechable» en varias radios de México y programas de televisión chilena. La primera fecha anunciada para el lanzamiento era a fines de junio, pero finalmente el disco fue lanzado a fines de julio, en formato iTunes, y días después fue lanzado en formato físico.

### Sencillos
- «Soy»: El primer sencillo fue lanzado el 31 de mayo de 2011, a través de iTunes y en el sitio web de Mon, y además en Youtube es publicado el correspondiente videoclip donde se puede ver a Mon vestida al estilo Pin Up, Con maquillaje fuerte, cantando mientras aparece en una cama, en un sillón, una moto y luego en la calle.[4]

- «Depresión»: El segundo sencillo fue lanzado el 22 de julio de 2011 a través de iTunes y en el sitio web de Mon, y además en Youtube es publicado el correspondiente videoclip donde se puede ver a Mon cantando mientras está en su hogar despechada por su novio que la abandonó.[5] Además fue parte de la banda sonora de la película Loco cielo de Abril y tiene un segundo video musical, donde aparece Mon cantando en vivo y con imágenes relacionadas con la película.[6][7]

- «Tóxico»: El tercer sencillo fue lanzado el 1 de noviembre de 2011 a través de iTunes y en el sitio web de Mon, y además en Youtube es publicado el correspondiente videoclip donde se puede ver a Mon cantando mientras va en un auto junto a su novio con una mujer, el video fue grabado en México y Perú.[8]

- «Desechable»: El cuarto sencillo fue lanzado el 2012 a través de iTunes y en el sitio web de Mon, y además en Youtube es publicado el correspondiente videoclip el cual es el primer cortometraje de Mon, tiene una introducción hablada en francés hasta el minuto 7, el video fue grabado en Chile.[9]

- «Un solo hombre no puedo tener»: El quinto sencillo fue lanzado el 2012 a través de iTunes y en el sitio web de Mon, y además en Youtube es publicado el correspondiente videoclip donde se puede ver la historia de una muñeca mientras se baña, luego se cambia ropa y va a un bar donde se encuentra con otra muñeca en su auto, esta la lleva a un club y se intercalan imágenes de ambas muñecas besándose o acariciando en la carrocería del auto, luego entra a un club donde se pelea con otra muñeca y es salvada luego por una muñeca que representa a Mon.[10]

Mon comenzó a lanzar sus sencillos durante 2011, tanto como en México, Chile y Perú. Ha sido invitada a varios programas de televisión para promocionar su nuevo disco. En el 2012 fue parte del jurado del programa Factor X Chile de Televisión Nacional de Chile, donde además promocionó su disco durante el programa.